# Selman Ada

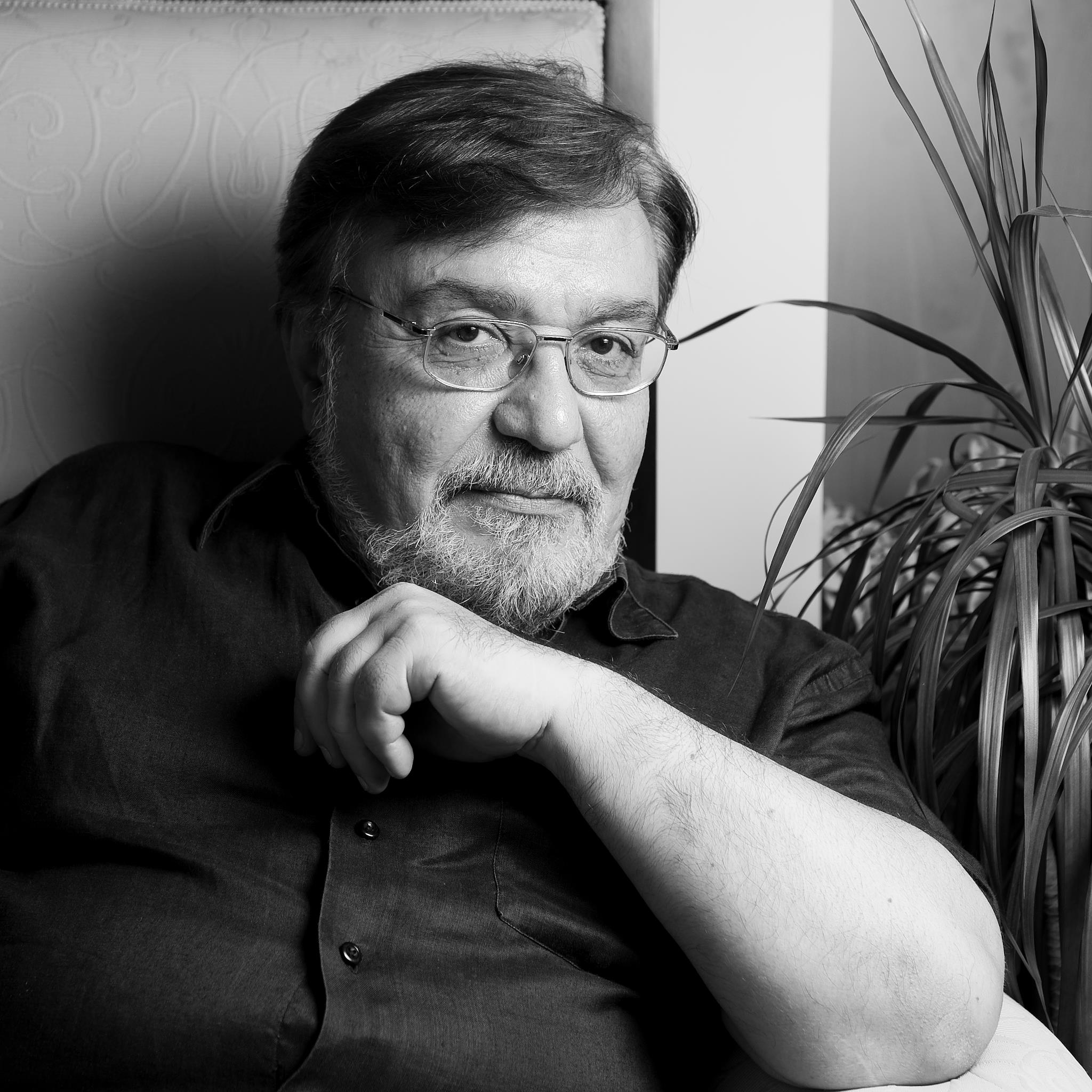
Selman Ada (2012)

Selman Ada (* 24. Februar 1953 in Ceyhan) ist ein türkischer Pianist, Dirigent und Komponist Klassischer Musik.

## Leben
Schon als Siebenjähriger begann Ada mit dem Komponieren, als Zwölfjähriger begab er sich 1965 für ein Studium nach Paris, wo unter anderem Pierre Pasquier, Anette Dieudonné, Christian Manen, Roger Boutry und Elsa Barraine seine Lehrer waren. 1971 beendete er den Studienaufenthalt in Paris und wurde 1973 Assistent und Schüler des Istanbuler Generalmusikdirektors Robert Wagner. 1975 sprang er als Dirigent in einer Vorstellung von Mozarts Don Giovanni in Istanbul ein, was den Beginn einer umfassenden Karriere als Dirigent in der Türkei markierte. 1979/80 bekleidete er das Amt des Generalmusikdirektors der Staatsoper Ankara. Von 1980 bis zu dessen Tod war er der Liedbegleiter Mario del Monacos. Später kehrte er nach Paris zurück und lehrte Korrepetition und Dirigieren an der dortigen École Normale de Musique. Seine Konzerttätigkeit führte ihn viele Länder Europas, Afrikas, Asiens und nach Australien. Seit 2002 bekleidet er das Amt des Generalmusikdirektors der Staatsoper Mersin, 2009 wurde er zum Generalmusikdirektor aller türkischen Staatstheater ernannt. 2017 wurde er von seinen Ämtern enthoben, nachdem er unter anderem Kritik an der türkischen Kulturpolitik geäußert hatte. Das zuständige Ministerium teilte mit, es habe Unregelmäßigkeiten bei der Abrechnung der Lizenzgebühren für die Aufführungen seiner Werke wie der Oper Ali Baba und bei Hotelübernachtungen gegeben.

## Werke (Auswahl)

### Opern
Seine beiden Opern, Ali baba ve kırk haramiler (‚Ali Baba und die vierzig Räuber‘) und Aşk-i memnu (nach dem Roman von Halid Ziya Uşaklıgil) wurden und werden türkeiweit gespielt.
- Ali baba ve kırk haramiler. Oper in zwei Akten. Libretto: Tarık Günersel, Uraufführung: 1991. Die deutsche Erstaufführung von Ali Baba fand am 25. März 2012 im Opernhaus Wuppertal statt.[5] Später gab es eine Produktion an der Komischen Oper Berlin.
- Aşk-i memnu. Oper in zwei Akten. Libretto: Tarık Günersel, Uraufführung:  Mersin Staatsoper und Ballett, 2003

### Filmmusik
- Sehvet kurbani, 1973
- Egreti Gelin (deutsch: Die Pseudobraut), 2005

### Weitere Werke
- Sinfonie, 2004

- Anatolische Suite für Klavier, 1968 OCLC 984827490 I Vers le village II Fêtes au Village III Chant de Baglama IV Un Rêve d'Enfant V  Les Moissons VI Le Peuple Pleure VII  Les Noces
- Trois eurasiennes für Altblockflöte und Klavier, 1995 OCLC 992669682
- Asimagies, 21 leichte kleine Klavierstücke, 1999 OCLC 162231424
- Jeux de piano [Klavierspiele], 25 kleine Klavierstücke, 2001 OCLC 162231384
- Der Eurhythmus für Flöte und Klavier OCLC 878979117 I Arioso II Orientalische Tango III Toccata